# Oshanosaurus
"Oshanosaurus" (nghĩa là "thằn lằn Nga Sơn") là tên không chính thức cho một chi khủng long chưa được mô tả sống vào thời kỳ Jura sớm tại nơi ngày nay là Vân Nam, Trung Quốc.